# 333120 Blum
333120 Blum este o planetă minoră (asteroid) din centura de asteroizi. A fost descoperită pe 11 septembrie 2007 la Mount Lemmon⁠(d) de Mount Lemmon Survey⁠(d). 
Obiectul prezintă o orbită caracterizată de o semiaxă mare de 2,3873396068428 UAi, o excentricitate de 0,15005080700946, o înclinație de 1,6360331983856 ° în raport cu ecliptica.